# Muhammad Mahmoud Pasha
Muhammad Mahmoud Pasha, född 1877, död 1941, var Egyptens regeringschef 27 juni 1928–4 oktober 1929 och 29 december 1937-18 augusti 1939.